# Farmàcia Murtra
La Farmàcia Murtra és un edifici del municipi de Girona que forma part de l'Inventari del Patrimoni Arquitectònic de Catalunya.

## Descripció
Té un interés especial l'interior de la farmàcia Murtra, de composició simètrica i on cal ressaltar el treball de fusteria a les lleixes i el taulell, amb treballs de relleu i motllures. El 1900 es fa la farmàcia; la façana es modifica el 1954.